# Letizia Battaglia
Letizia Battaglia   (Palerm, 5 de març de 1935 - Palerm, 13 d'abril de 2022) va ser una fotògrafa i fotoperiodista italiana. Tot i que les seves fotos documenten un ampli espectre de la vida siciliana, és més coneguda pel seu treball sobre la Màfia.

## Biografia
Battaglia va néixer a Palerm, Sicília. Casada als 16 anys, es va dedicar al fotoperiodisme després del seu divorci el 1971, mentre criava tres filles. Va agafar una càmera quan va descobrir que podia vendre millor els seus articles si anaven acompanyats de fotografies i a poc a poc va descobrir la passió per la fotografia. El 1974, després d'un període a Milà durant el qual va conèixer el seu company Franco Zecchin, va tornar a Sicília per treballar al diari d'esquerres L'Ora, a Palerm, fins que es va veure obligat a tancar el 1992.
Battaglia va der unes 600.000 imatges mentre cobria el territori per al diari. Va documentar la feroç guerra interna de la màfia i el seu assalt a la societat civil. De vegades es trobava a l'escena de quatre o cinc assassinats diferents en un sol dia. Battaglia i Zecchin van produir moltes de les imatges emblemàtiques que han arribat a representar Sicília i la màfia més enllà d'Itàlia. Va fotografiar els morts tantes vegades que una vegada va dir: "De sobte, vaig tenir un arxiu de sang".
El 1974 es va convertir en la directora de fotografia de L'Ora i va fer amistat amb els jutges Giovanni Falcone i Paolo Borsellino, assassinats el 1992.
Battaglia també es va implicar en temes de dones i mediambientals. Durant uns quants anys va deixar de fer fotos i va entrar oficialment al món de la política. De 1985 a 1991 va ocupar un escó a l'ajuntament de Palerm per al Partit Verd, de 1991 a 1996 va ser diputada a l'Assemblea Regional de Sicilia per La Rete. Va ser fonamental per salvar i reviure el centre històric de Palerm. Durant un temps va dirigir una editorial, Edizioni della Battaglia, i va cofundar una revista mensual per a dones, Mezzocielo. Va participar en el treball pels drets de les dones i, més recentment, dels presos.
El 1993, quan els fiscals de Palerm van acusar Giulio Andreotti, que havia estat primer ministre d'Itàlia set vegades, la policia va escorcollar els arxius de Battaglia i va trobar dues fotografies de 1979 d'Andreotti amb un important mafiós, Nino Salvo, que havia negat conèixer. A part dels relats dels traïdors, aquestes imatges eren l'única prova física de les connexions d'aquest poderós polític amb la màfia siciliana. La mateixa Battaglia s'havia oblidat d'haver fet la fotografia. El seu significat potencial era evident només 15 anys després de ser presa.
El 1997 va fundar el Centre Internacional de Fotografia de Palerm.

## Reconeixements
El 2005, va aparèixer al documental Excellent Cadavers basat en el llibre de 1995 d'Alexander Stille. Battaglia va fer el paper de supervivent i apassionada testimoni ocular. Battaglia va participar en la pel·lícula de Wim Wenders del 2008 Palermo Shooting en el paper d'una fotògrafa.
El 2019 es va estrenar un documental basat en la seva vida, Shooting the Mafia, dirigit per la directora britànica Kim Longinotto.

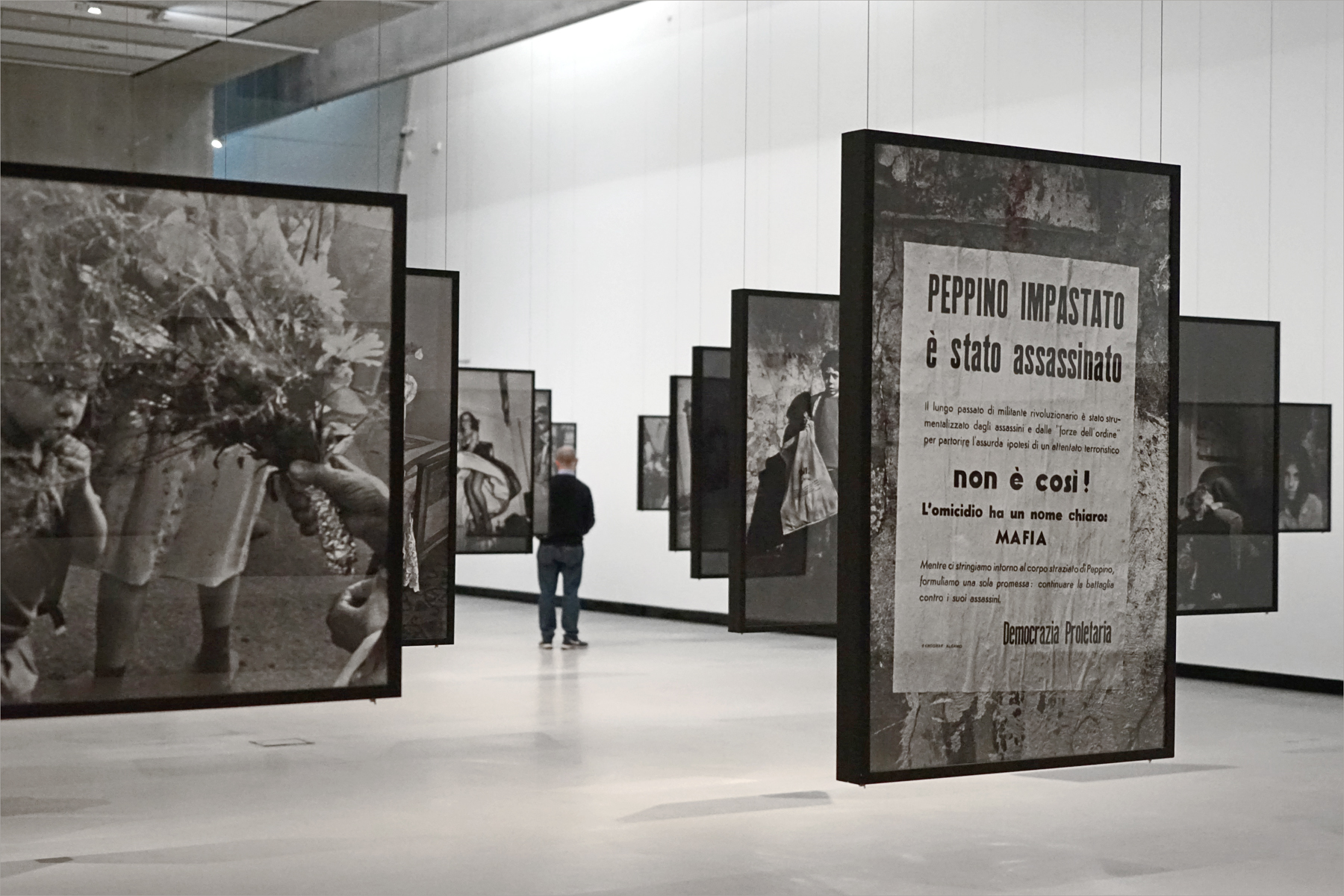
Exposició de fotografies de Letizia Battaglia al Museu Nacional de les arts del segle XXI (Roma)

La mostra Letizia Battaglia: Senza Fine, que s'exposà a Roma, a les Termes de Caracal·la, l'any 2023, quedà instal·lada a l'Arena dello Stretto (o Teatro Anassilaos) de Reggio Calàbria, des del 16 de novembre del 2024 fins al 2 de febrer de 2025, creat per la Secretaria Regional de Calàbria del Ministeri de Cultura com «el primer gran homenatge calabrès a la fotògrafa siciliana».

## Premis
- El 1985 va rebre la beca W. Eugene Smith en fotografia humanística.
- El 1999 va rebre el Photography Lifetime Achievement del Fons Mother Jones International de Fotografía Documental.
- L'any 2007 va rebre el premi Dr. Erich Salomon, un premi "per a tota la vida" de la Societat Alemanya de Fotografia (DGPh).[10][11] El 2009, va rebre el premi Cornell Capa Infinity del Centre Internacional de Fotografia.[12]

## Publicacions
- Passion, Justice, Freedom – Fotografies de Sicília. Gordonsville, VA: Aperture, 2003. ISBN 0-89381-888-7.
- Dovere di Cronaca - The Duty to Report., Rome: Peliti Associati, 2006. With Franco Zecchin. ISBN 88-89412-26-7.
- Just For Passion. Drago, 2016. ISBN 978-8898565207.
- Anthology. Drago, 2016. ISBN 978-8898565191.

## Documentals
- Battaglia (2004) – per Daniela Zanzotto
- Shooting the Mafia (2019) – documental dirigit per Kim Longinotto i produït per Niamh Fagan